# مناقشه‌ها درباره نیما یوشیج
مناقشه‌های گوناگونی دربارهٔ آثار نیما یوشیج و تاریخ سرایش اشعار او وجود دارد. سابقهٔ این مناقشه‌ها به دوران حیات نیما یوشیج بازمی‌گردد.

## تاریخ سرایش اشعار
روزی که نخستین شاهین منتشر شد هنوز چند روزی نگذشته بود که در یکی از مجلات دیدم یک شعر شکسته با یک تاریخ قبلی و جعلی درج شده، کمی شکسته. خندیدم و فهمیدم قاچاق و چاخان شروع شده. اشتباه نکرده بودم. قاچاق و چاخان شروع شده بود. هر چه شاهین میان مردم بیشتر می‌گرفت. [...] درازهای این شعرهای شکسته را درازتر کردند و کوتاه‌هایش را کوتاه‌تر. به تاریخ چاپ آنها نگاه کنید. با تفریح نگاه کنید و ببینید چگونه، از آذر ۱۳۱۸ به این طرف، به‌مرور، هی سرش را درازتر کشیده‌اند و دمش را کوتاه‌تر بریده‌اند.

شمس‌الدین تندرکیا
گویا اولین کسی که نیما را به دستکاری در تاریخ اشعارش متهم کرد، شمس‌الدین تندرکیا بود. او نیما را متهم کرد که تاریخ شعر «غراب» را که در آذر ۱۳۱۸ منتشر شده بود، به مهر ۱۳۱۷ تغییر داده‌است. سعید رضوانی در مقاله‌ای، به یکی از دست‌نوشته‌های نیما اشاره می‌کند که اتهام وارده به نیما را تأیید می‌کند. این دست‌نوشته حاوی شعری با عنوان «کشتگاه شاعر» است و نیما در پای شعر تاریخ را به‌شکل «بتاریخ/شعر غراب/۱۳۱۸» ثبت کرده‌است. 
محمدرضا شفیعی کدکنی در مقدمهٔ کتاب گزینه اشعار پرویز ناتل خانلری معتقد است تاریخ ثبت‌شده برای برخی اشعار نیما نادرست است و برخی از شعرهای نیما را تحت تأثیر پرویز ناتل خانلری می‌داند. او بر این باور است که نیما شعر «با غروب» را پس از خواندن شعر «یغمای شب» اثر خانلری در نشریهٔ سخن (شماره ۱۱ و ۱۲، مرداد ۱۳۲۳) سروده، اما تاریخ دیگری (فروردین ۱۳۲۳) را پای شعر گذاشته‌است. شاپور جورکش در پاسخ به کدکنی، در مقاله‌ای با عنوان «نیما صدای آینده بود» می‌نویسد: «به دلایلی که همه می‌دانند تاریخ زیر شعری که بوی سیاست بدهد در تاریخ این سرزمین قابل اعتماد نبوده و نیست.»

## انتحال
شفیعی کدکنی معتقد است بخش مهمی از کتاب ارزش احساسات اثر نیما یوشیج، ترجمه‌ای آزاد از کتابی فرانسوی است و مطالبی از منابع دیگر هم به آن افزوده شده‌است.